# 幸色のワンルーム
『幸色のワンルーム』（さちいろのワンルーム）は、はくりによる日本の漫画。『ガンガンpixiv』（スクウェア・エニックス）にて2017年2月22日より2023年6月17日まで連載された。ただし、コミックス第5巻から最終巻まで単行本先行掲載だった。

## 概要
2017年2月から無料マンガサイトpixivコミックで不定期で連載が始まり、現在も随時更新されており、2017年6月現在で累計閲覧数は8,000万余である。2023年1月時点で累計部数は200万部を突破している。
2017年2月22日に1巻が発売されたのちに重版 され、6月に開催されたWEBマンガ総選挙で3位となった。
当初は『世の中いろんな人がいると言う話』のタイトルでTwitterに投稿されていたが、『幸色のワンルーム』のタイトルでウェブサイトpixivにも公開されて累計閲覧数が6,200万となり、書籍化された。コミックス版は描き直されているため内容が大幅に違っているが、作者はコミックス版を本筋としている。
作者は1巻のあとがきで「この漫画は、恋でも家族愛でも友情でもない、人間同士の幸せを表現してみたいと思い、描き始めました。（前作の反動でしょうか…）そして、物語の中でしか成立しない状況を設定しました。もっと言えば『幸』と『お兄さん』というこの2人の人間でしか、成り得ない物語です。」と綴っている。
2018年3月22日に、実写ドラマ化 することが発表され、朝日放送テレビが制作して同年7月8日から9月23日まで『ドラマL』枠で放送された（後述）。

## あらすじ
14歳のある少女は青年に「誘拐」された。少女と誘拐犯の青年は、互いに本心を隠しながらも寄り添う生活で心を通わせ、徐々に絆を深める。生活に慣れると少女は「2人で逃げ切れたら結婚しよう、捕まったら一緒に死のう」と提案し、本格的に「結婚」を前提とした「同居生活」を始める。

## 登場人物

### 主要人物
お兄さん / ハル
本作の主人公の男性。本名は不明。ある少女を毎日、人目を盗んで盗撮しストーカー行為をしていた。
少女の自殺を止めるが誘拐、同棲することになる。警察官に話しかけられ、自身が犯罪者だと改めて実感する。誘拐とは名ばかりで、下心は一切無く少女のことを何よりも大切に思っており、両親から与えられた名を捨てた少女の希望で「幸せになってほしい」として「幸」の名を与える。幸から「両親と警察から逃げられたら結婚しよう｣と告白されてこれを承諾し、決して見捨てず、幸のために生きることを約束した。
生活風習はかなり規則正しく、家事が得意。料理は上手で幸から絶賛された。本人は自覚していない様子だが美形である。何枚もの他人の免許証を所持し、身分を偽って働いている。
幸（さち）/ ×××
声 - 水瀬いのり（テレビCM）
本作のヒロイン。14歳。作中では本名は×××と表記されているため不明だが、お兄さんに「幸」と名付けられて自ら名乗る。
両親から日常的な虐待を受け、学校でもいじめられ、自殺寸前だったところをお兄さんに止められ、誘拐される。自分を虐待やいじめから救ってくれたお兄さんを「心の拠りどころ」と認識している。お兄さんの優しさに触れて、「警察と両親からお互い離れず逃げきれたら結婚すること」「逃げきれなかったら一緒に死ぬこと」を約束する。一方、部屋にある数々の写真からお兄さんが普通でないと感じており、この約束をした自分はどうかしていると考えている面もある。当初は「誘拐犯であるお兄さんに期待しない」と思っていたが、お兄さんの温かさを知り、「死ぬまで一緒にいたい」という強い思いを抱くようになる。
お兄さんと出会う前は両親から虐待を受けていたため、体に幾多の傷痕 があり、恐怖心・痛覚・常識性が欠落している。また、友達もおらず孤独に苛まれていたため、お兄さんの愛情に依存している節を見せている。

### 主要人物の家族
お兄さんの保護者（太田）
男性。厳しくもありお兄さんに対して優しい人 だが、すでに他界している。お兄さんには「おっさん」と呼ばれていた。
幸の母
幸を日常的に虐待し、食事を床へ投げて与えていた。その一方、いなくなった幸を探そうと警察へ捜索願を出したり、探偵に依頼するなど、世間体を気にしている。
幸の父
日ごろから酒に酔って、幸を酒瓶で殴るなど虐待していた。

### その他
幸の同級生たち
幸をいじめていたクラスメイト。幸に関して「あいつがいたって邪魔なだけ」と吐き捨てている。
駄菓子屋のお婆さん
お兄さん家の近所にある駄菓子屋のお婆さん。変装した幸とお兄さんを「仲の良い兄弟」と勘違いした。
佐藤美穂（さとう みほ）
大学2年生の女性で、お兄さんの働いていたバイト仲間。
形切診（かたぎり しん）
幸が通っていた学校で担任する教員。26歳。幸を脅迫し強姦していた。また、幸以外にも複数の女生徒にわいせつ行為を行っていた。
幸に執着しており、幸を誘き寄せるためウサギの仮面をつけた動画を投稿 し、動画に自分と幸にしか分からないメッセージを残し、幸を通っている学校の体育倉庫へと呼び出し、自分が本当の誘拐犯になろうとしていた。しかし墓穴を掘る結果となり、お兄さんの策略で逮捕された。
警察官
お兄さんが買い物へ出かけた時に、万引き犯と勘違いして声をかけた。形切の動画投稿から数日後に、家の中を見せてほしいとお兄さんの家に来る。
松葉瀬 聖（まつばせ ひじり）
松葉瀬探偵事務所の所長 の男性。29歳にして身長が164cmと小柄でよく中学生に間違われる。かつて虐待されていた経験がある。嫌いな食べ物はグリーンピース、しいたけ、チーズ（チーズ味はOK）、にぼし、梅干しなど多数。私立探偵でありながら警察から捜査協力を頼まれることもある。
幸の母から捜索を依頼され、幸の行方を追う。
八代涼太郎（やしろ りょうたろう）
松葉瀬の助手。松葉瀬探偵事務所に勤めて半年。松葉瀬と共に幸の行方を追う。
緊張すると本音を言ってしまう癖があり、就職活動に失敗している。面接で本音を言うところを松葉瀬が面白がったため松葉瀬探偵事務所に採用された。結婚はしており、常識人。松葉瀬のお世話役

## 書誌情報
- はくり 『幸色のワンルーム』 スクウェア・エニックス〈ガンガンコミックスpixiv〉、全11巻
  1. 2017年2月22日発売[17]、ISBN 978-4-7575-5264-7
  2. 2017年7月22日発売[18]、ISBN 978-4-7575-5410-8
  3. 2017年11月22日発売[19]、ISBN 978-4-7575-5526-6
  4. 2018年3月22日発売[20]、ISBN 978-4-7575-5661-4
  5. 2018年9月21日発売[3]、ISBN 978-4-7575-5849-6
  6. 2019年2月22日発売[4]、ISBN 978-4-7575-6015-4
  7. 2019年9月21日発売[5]、ISBN 978-4-7575-6221-9
  8. 2020年6月22日発売[6]、ISBN 978-4-7575-6671-2
  9. 2021年5月21日発売[7]、ISBN 978-4-7575-7262-1
  10. 2022年5月20日発売[8]、ISBN 978-4-7575-7928-6
  11. 2022年12月21日発売[9]、ISBN 978-4-7575-8319-1
- はくり 『幸色のワンルーム 外伝 正壊の名探偵』 スクウェア・エニックス〈ガンガンコミックスpixiv〉、全4巻
  1. 2019年9月21日発売[21]、ISBN 978-4-7575-6221-9
  2. 2020年6月22日発売[22]、ISBN 978-4-7575-6672-9
  3. 2021年5月21日発売[23]、ISBN 978-4-7575-7263-8
  4. 2022年5月20日発売[24]、ISBN 978-4-7575-7929-3

## テレビドラマ
朝日放送テレビ（ABCテレビ）で、2018年7月8日から9月23日まで放送されたテレビドラマである。朝日放送テレビ・テレビ朝日以外のテレビ朝日系列局の一部でも遅れネット開始。『ドラマL』 の第2弾作品。
本作は原作とは結末が異なる、オリジナルエンドとなっている。
幸役は本作がドラマ初主演となる山田杏奈が起用されており、山田は幸を演じるに当たって「お芝居で意識しているのは幸の二面性。表面のすごく明るいところと、闇を抱えた本心のところというのを意識して演じ分けているので、そこを見ていただけると嬉しい」とコメント、お兄さん役の上杉柊平は本作出演に当たって人生で初めて髪を染めたと明かすとともに、「みどころは幸とお兄さんの関係そのものです。シーンが進むごとにその関係が変わっていく。家族だったり恋人だったりではない、年齢の上下も関係ない、そんな中で人と人との関係が動いていく様は、僕自身、興味深いと思っています」と語っている。
当初はテレビ朝日で同日先行ネット放送を予定していたが、同年6月18日に同局広報部は、本作の放送取りやめを決めたと発表し、番組開始前に番組販売ネットの取りやめを決定した。原作は実際の誘拐事件を肯定的に描いているのではないか、ドラマ化すれば被害者を中傷して誘拐を肯定しかねない、と様々な意見が寄せられて議論が噴出し「改めて精査した結果、総合的な判断として放送を見送ることにした」。朝日放送テレビ広報部は「（原作は）実際の事件をモデルにしたり、事件からモチーフを得たりしたものではないと認識」しており関西地区では予定通り7月8日から放送した。また、放送直後の7月10日、朝日放送グループホールディングス（ABCHD）の社長会見の席において朝日放送テレビ社長の山本晋也も「企画の段階から批判があることは分かっていた。社内で議論を重ね、中身を精査し、当社の基準に照らし合わせた上で制作、放送を決定した」と改めて説明したうえで、山本自身も「現代における問題点がつまっているドラマ。世の中の矛盾について見据え、問いかける意味でも、私は放送すべきだと思っています」と述べた。一方でテレビ朝日が放送中止を決めたことについて、「このドラマは番組販売であり、番組を購入するテレビ朝日さんの判断について、特にコメントする立場ではありません」と、コメントは控えた。このため、関東広域圏はAbemaTVによる配信で対応した。

### キャスト
深沢幸
演 - 山田杏奈

お兄さん
演 - 上杉柊平（子供の頃：柴崎楓雅）

形切診
演 - 戸塚純貴

幸の父親
演 - 清水伸

谷本香奈実
演 - わたなべ麻衣

工藤陽子
演 - 赤座美代子

毛利正人
演 - 大西信満

石川真希
演 - 青井乃乃

宮島小春
演 - 齊藤なぎさ（当時=LOVE）

迫田詩織
演 - 佐々木舞香（=LOVE）

幸の母親
演 - 雛形あきこ

竹下竜
演 - 木下ほうか

### スタッフ
- 原作 - はくり（「ガンガンpixiv」スクウェア・エニックス刊）
- 脚本 - 保木本真也
- 音楽 - 原田智英
- 主題歌 - FLOW「音色」（Ki/oon Music）
- 企画プロデュース - 飯田新（朝日放送テレビ）
- プロデューサー - 山崎宏太（朝日放送テレビ）、壁谷悌之（泉放送制作）、雑賀俊朗（泉放送制作）
- 監督 - 本田隆一、玉澤恭平
- 制作協力 - 泉放送制作
- 制作著作 - 朝日放送テレビ

### 放送局・配信元

#### 放送局
| 放送期間                | 放送時間                     | 放送局         | 対象地域   | 備考                       |
| ----------------------- | ---------------------------- | -------------- | ---------- | -------------------------- |
| 2018年7月8日 - 9月23日  | 日曜 23:35 - 翌0:05          | 朝日放送テレビ | 近畿広域圏 | 制作局                     |
| 2018年7月14日 - 10月6日 | 土曜 0:50 - 1:20（金曜深夜） | 山形テレビ     | 山形県     | 遅れネット・初回は10分遅れ |
| 2018年7月19日 - 10月4日 | 木曜 1:40 - 2:25（水曜深夜） | 青森朝日放送   | 青森県     | 遅れネット・初回は45分遅れ |
| 2018年9月5日 - 11月5日  | 水曜 0:55 - 1:25 (火曜深夜)  | 長野朝日放送   | 長野県     | 遅れネット                 |
| 2018年9月7日 - 不明     | 金曜 1:20 - 1:50 (木曜深夜)  | 愛媛朝日テレビ | 愛媛県     | 遅れネット・初回は15分遅れ |

### インターネット配信
| 配信元           | 配信期間     | 備考               |
| ---------------- | ------------ | ------------------ |
| U-NEXT           | 放送済分全話 | 有料見放題配信     |
| Hulu             | 放送済分全話 | 有料見放題配信     |
| Netflix          | 放送済分全話 | 有料見放題配信     |
| GYAO!ストア      | 放送済分全話 | 各話毎レンタル視聴 |
| ビデオマーケット | 放送済分全話 | 各話毎レンタル視聴 |
| Rakuten TV       | 放送済分全話 | 各話毎レンタル視聴 |

### 放送日程
- 放送日は制作局・朝日放送テレビ基準。

| 話数   | 放送日  | サブタイトル            | ラテ欄                                     | 監督     | 備考 |
| ------ | ------- | ----------------------- | ------------------------------------------ | -------- | ---- |
| 第1話  | 7月08日 | 名前を捨てた少女        | ウェブ閲覧2億8千万 話題コミック映像化!!    | 本田隆一 |      |
| 第2話  | 7月15日 | 嘘と本音                | いまネット中心に話題の人気マンガ映像化!!   | 本田隆一 |      |
| 第3話  | 7月29日 | 消えた写真              | 話題の人気コミックを映像化! 衝撃の第3話    | 本田隆一 |      |
| 第4話  | 8月13日 | 愉快犯の罠              | 話題のコミック実写化                       | 本田隆一 |      |
| 第5話  | 8月19日 | 廃墟の結婚式            | 今夜第二章スタート!! 話題の人気マンガ原作  | 玉澤恭平 |      |
| 第6話  | 8月26日 | 最初の嘘                | ウェブ閲覧2.8億‼︎ 話題沸騰の衝撃ドラマ      | 玉澤恭平 |      |
| 第7話  | 9月02日 | 命がけのゲーム          | 第1部完! 衝撃の展開 話題沸騰のマンガ原作   | 玉澤恭平 |      |
| 第8話  | 9月09日 | 最終章 新たなワンルーム | 最終章!! 衝撃のラスト オリジナルストーリー | 玉澤恭平 |      |
| 第9話  | 9月16日 | ゲームの終わり          | ネットで話題のドラマ 終わりの始まりへ…     | 本田隆一 |      |
| 最終話 | 9月23日 | 永遠の眠り              | 最終回!! 衝撃のラスト 禁断の愛の行方とは!? | 本田隆一 |      |

- 7月22日は『第147回全英オープンゴルフ・最終日』（テレビ朝日制作、第1部…22日22時 - 翌0時・第2部…23日0時 - 2時55分）のため、休止。
- 第3話は『日曜プライム』（テレビ朝日制作）が24分後拡大（21時 - 23時29分）のため、24分繰り下げ・1分拡大（23時59分 - 翌0時30分）。
- 8月5日は『熱闘甲子園』（朝日放送テレビ・テレビ朝日共同制作、23時10分 - 23時40分）および『第42回全英リコー女子オープンゴルフ・最終日・第1部』（テレビ朝日制作、23時40分 - 翌1時）を放送するため、休止。
- 第4話は前日（12日）夜に『熱闘甲子園』（朝日放送テレビ・テレビ朝日共同制作、23時10分 - 23時40分）を放送するため、30分繰り下げとなり、月曜放送となった（0時5分 - 0時35分）。
- 第5話は『日曜プライム』（テレビ朝日制作）が9分拡大（21時 - 23時14分）となり、『ABCニュース&天気予報』が1分拡大となる（23時14分 - 23時20分）ため、10分繰り下げ（23時45分 - 翌0時15分）。
- 第7話は『日曜プライム』（テレビ朝日制作）が19分拡大（21時 - 23時24分）となり、『ABCニュース&天気予報』が1分拡大となる（23時24分 - 23時30分）ため、20分繰り下げ（23時55分 - 翌0時25分）。

| 朝日放送テレビ ドラマL                                                        | 朝日放送テレビ ドラマL                      | 朝日放送テレビ ドラマL                                                                   |
| 前番組                                                                        | 番組名                                      | 次番組                                                                                   |
| ----------------------------------------------------------------------------- | ------------------------------------------- | ---------------------------------------------------------------------------------------- |
| 声ガール! （2018年4月8日 - 6月10日） 【この作品のみテレビ朝日でもネット受け】 | 幸色のワンルーム （2018年7月8日 - 9月23日） | 深夜のダメ恋図鑑 （2018年10月7日 - 12月9日) 【この作品から再度テレビ朝日でもネット受け】 |